# Proeutatus
Il proeutatù (gen. Proeutatus) è un mammifero xenartro estinto, appartenente ai cingolati. Visse nel Miocene inferiore (circa 20 - 15 milioni di anni fa) e i suoi resti fossili sono stati ritrovati in Sudamerica.

## Descrizione
Questo animale doveva essere vagamente simile all'attuale armadillo dalle sei fasce (Euphractus sexcinctus) e anche le dimensioni dovevano essere paragonabili. Il cranio era lungo circa 12 centimetri, e l'animale intero doveva essere lungo oltre mezzo metro e pesare circa 5-6 chilogrammi. Proeutatus era dotato di un corpo robusto, un cranio alto posteriormente e dotato di un muso allungato e una dentatura robusta rispetto a quella di molti altri armadilli.
Il cranio di Proeutatus era dotato di alcune caratteristiche che lo distinguevano da altre forme simili, come Stenotatus ed Eutatus: la premascella era ancora dotata di un dente superiore, l'arcata zigomatica era espansa e dotata di un processo suborbitale; inoltre la mandibola era più robusta, con un ramo ascendente quasi verticale e un processo coronoide più alto. La forma generale del cranio era concava in vista laterale, mentre quella di Eutatus era dritta, tendente verso il basso. Era presente una cresta sagittale, che fa supporre l'esistenza di potenti muscoli masticatori. La dentatura, inoltre, era molto robusta, e i denti possedevano un lobo posterolabiale che indica un particolare movimento masticatorio (Vizcaino e Bargo, 1998).

## Classificazione
I primi resti di Proeutatus vennero rinvenuti in Argentina e descritti nel 1887 da Florentino Ameghino, che li attribuì al genere Eutatus. Lo stesso Ameghino, pochi anni dopo (1891), istituì il genere Proeutatus per quei resti; la specie tipo è Proeutatus oenophorus, ed è nota anche la specie P. postpuntum.

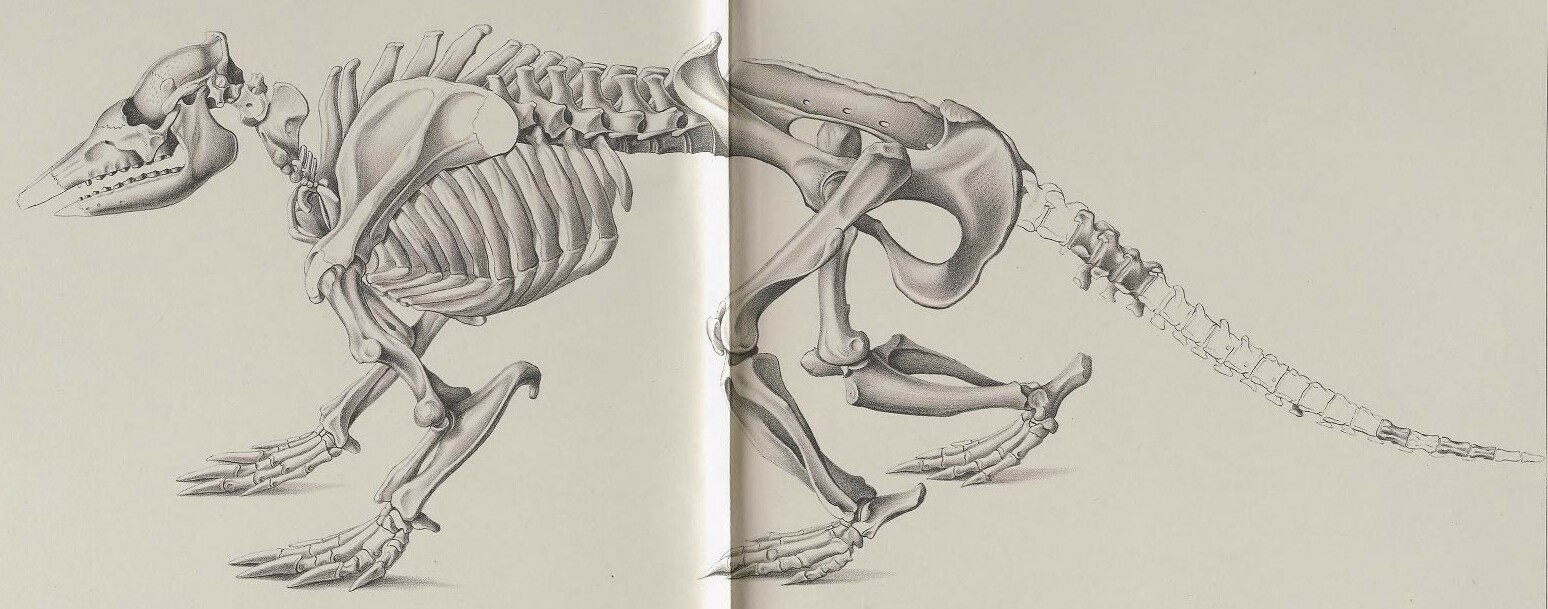
Ricostruzione dello scheletro di Proeutatus

Proeutatus è stato a lungo considerato un membro del gruppo degli Eutatinae, armadilli di dimensioni medio-grandi dalle specializzazioni per la dieta erbivora; ricerche più recenti indicherebbero che questo animale sia un rappresentante dei Chlamyphoridae, e in particolare sia vicino all'origine dei grandi gliptodonti e dei pampateri (Gaudin e Wible, 2006).

## Paleoecologia
La struttura delle mascelle e della dentatura di Proeutatus indica che questo animale aveva adottato una dieta onnivora, con notevoli specializzazioni per il nutrimento di vegetali. È probabile che Proeutatus fosse il più specializzato tra gli armadilli verso una dieta erbivora (Vizcaino e Bargo, 1998).